# The Nameless Fear
The Nameless Fear è un cortometraggio muto del 1915 diretto e interpretato da Edgar Jones.

## Produzione
Il film fu prodotto dalla Lubin Manufacturing Company.

## Distribuzione
Distribuito dalla General Film Company, il film - un cortometraggio in una bobina - uscì nelle sale USA il 5 febbraio 1915.